# آستون مارتن دي بي أكس
آستون مارتن دي بي أكس هي سيارة كروس أوفر متوسطة الحجم محرك أمامي ودفع خلفي تنتجها شركة آستون مارتن البريطانية. بدأ إنتاج السيارة في 9 يوليو 2020.